# 上海应用技术大学
上海应用技术大学（英语：Shanghai Institute of Technology，缩写：SIT）简称上应大，是位于中国上海市的一所市属普通高等学校，拥有奉贤校区和徐汇校区。

## 历史沿革
2000年，由上海冶金高等专科学校（1954年成立）、上海轻工业高等专科学校（1956年成立）、上海化工高等专科学校（1959年成立）三校合并，上海应用技术学院成立。
2003年，上海应用技术学院获批应用化学联合培养硕士点。
2006年，上海香料研究所并入上海应用技术学院，上海香料研究所在1984年就被批准为硕士学位授权单位，具有长期培养硕士研究生的历史和经验。
2007年，学校通过国家教育部本科教学工作水平评估并获留学生招生资格。
2016年4月，学校更名为上海应用技术大学。
2021年10月，获批为博士学位授予单位；同年12月，入选上海高水平地方大学重点建设单位。

## 办学现状
上海应用技术大学入选上海高水平地方大学重点建设单位、首批上海高等学校一流本科建设引领计划和一流研究生教育引领计划、教育部卓越工程师教育培养计划、教育部首批新工科研究与实践项目和一流本科专业建设点、全国100所应用型示范本科高校建设单位、国家知识产权试点高校、国家级大学生创新创业训练计划、上海市首批深化创新创业教育改革示范高校、上海高校课程思政整体改革领航高校、上海市依法治校示范校、上海市新工科、新农科、新文科研究与实践项目，为应用技术大学（学院）联盟、CDIO工程教育联盟、长三角高校技术转移联盟成员单位。2001年始，学校以合作方式培养博士和硕士研究生。

### 院系设置
截止2024年7月，上海应用技术大学共有19个学院，是拥有工学、理学、经济学、管理学、文学、法学、农学、艺术学等学科的综合性大学。
- 材料科学与工程学院
- 化学与环境工程学院
- 香料香精化妆品学部
- 机械工程学院
- 电气与电子工程学院
- 城市建设与安全工程学院
- 计算机科学与信息工程学院
- 理学院
- 生态技术与工程学院
- 轨道交通学院
- 经济与管理学院
- 人文学院
- 马克思主义学院
- 外国语学院
- 艺术与设计学院
- 工程创新学院（工程训练中心）
- 体育教育部
- 高等职业学院
- 继续教育学院